# Capo

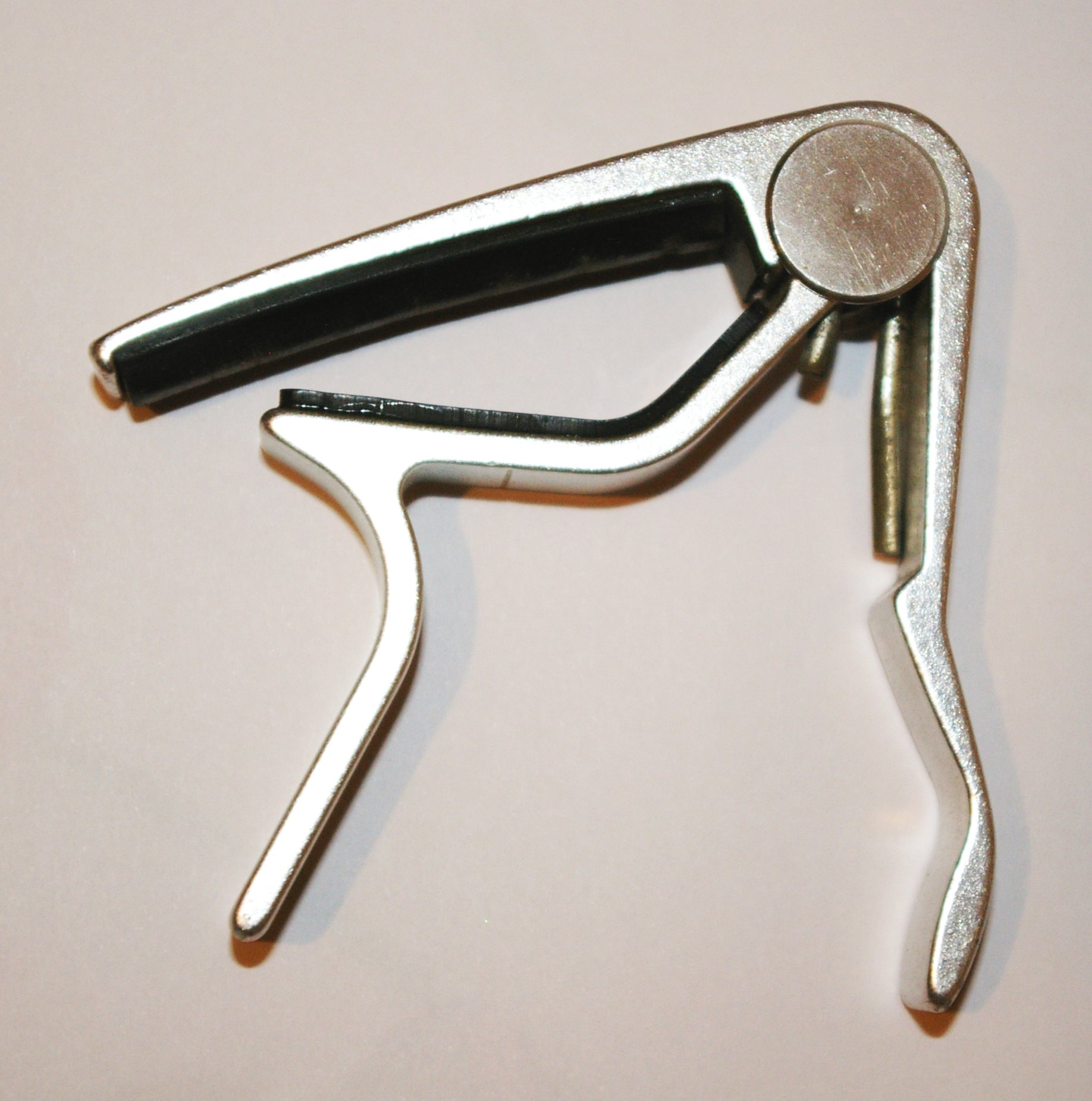
Cejilla o capodastro para guitarra.

Un capo (también llamado cejilla, capodastro o capotraste) es un accesorio que sirve para sustituir la cejilla realizada en los trastes con el dedo índice, permitiendo al intérprete usar su dedo con libertad en instrumentos de cuerda como la guitarra, el banjo o la mandolina. Puede usarse en cualquier traste disponible (en el caso de la guitarra acústica, la base del brazo no permitirá colocar el capo en el duodécimo casillero).
El capo es utilizado frecuentemente en una gran variedad de géneros musicales como el flamenco, la bachata, el country, folclore, y en cierta música tradicional, como la irlandesa, y ha tenido un uso bastante recurrente en otros géneros como el rock, tango, bolero, etc.
El capo es un accesorio de excelencia para el guitarrista, pues puede utilizarse tanto para la composición como la interpretación. Permite la exploración de nuevos sonidos, digitaciones y matices sonoros así como la fácil transposición de una obra musical a otra tonalidad.
El capo emula la cejilla, por lo que permite la misma facilidad que tocar con las cuerdas al aire. El capo se vuelve muy práctico en los casos que el guitarrista posee poca fuerza en las manos, manos chicas o dificultad ante la falta de costumbre para ejecutar ciertas posiciones. Además permite el reemplazo del uso de la cejilla, liberando la mano para la digitación de arpegios más complejos, así como permite la fácil ejecución de acordes abierto en posiciones no convencionales.
El término fue empleado por primera vez por G.B. Doni en sus Annotazioni de 1640, aunque probablemente el uso de la cejilla comenzó algo antes en el siglo XVII.
Las cejillas se emplean para cambiar la clave y tono de las cuerdas tocadas al aire en una guitarra sin necesidad de afinarla de forma distinta. El tono de las cuerdas pulsadas no resulta modificado, tan solo las cuerdas al aire.

## Dispositivos comerciales

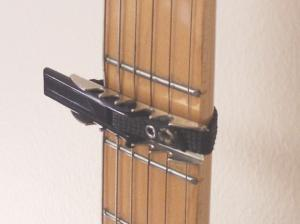
Cejilla básica.

Hay diferentes tipos de cejilla en el mercado que utilizan distintos tipos de mecanismos, pero la mayoría emplea una barra de goma para apretar las cuerdas, fijada firmemente mediante un hilo elástico o de nailon, o bien una bisagra metálica u otro dispositivo. La cejilla ha de situarse tan cerca del traste como sea posible para un mejor resultado, y algunos expertos recomiendan situar las cejillas con bisagra directamente sobre el traste, y no tras él.

## Dispositivos caseros

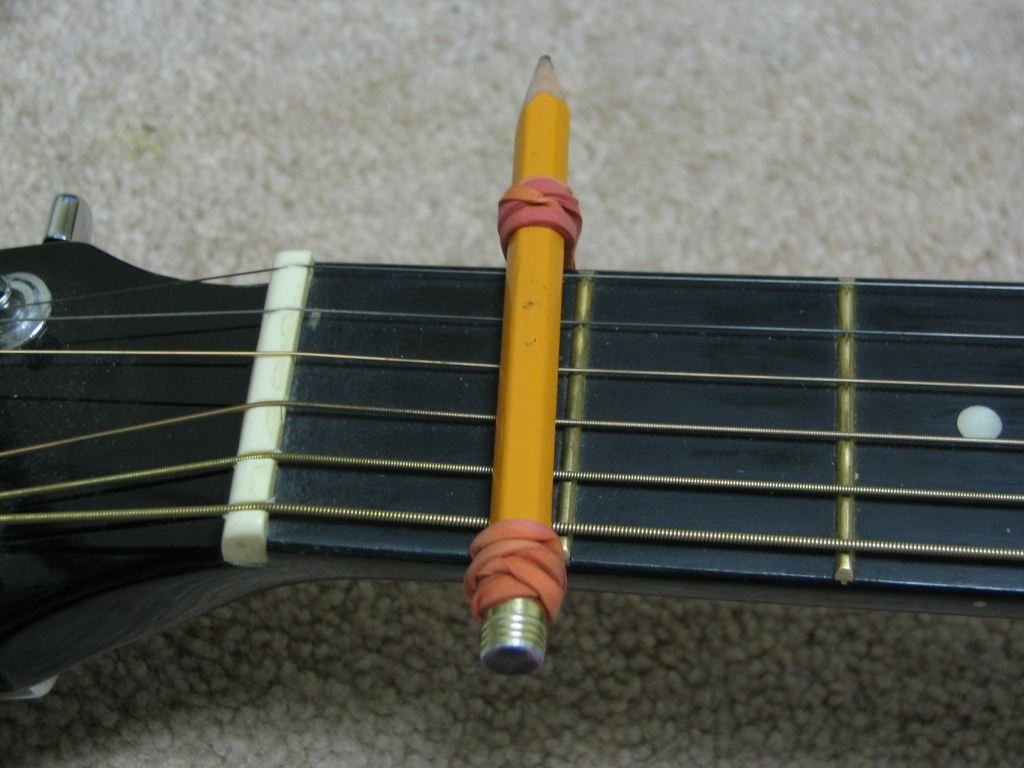
Cejilla casera.

La versión casera más simple se puede construir con un lápiz y una goma elástica. El lápiz (preferiblemente con bordes planos para mejor resultado) se sitúa en el traste a la altura deseada, y se fija con la goma elástica al mástil.

## Distintos usos
En el caso de las guitarras de doce cuerdas es necesario emplear la cejilla (solo si es necesario) para tocar de acuerdo con la afinación de una guitarra de seis cuerdas, ya que los fabricantes recomiendan no afinar el instrumento más allá de un tono por debajo de las guitarras convencionales, a fin de reducir la tensión a la que se ve sometido el mástil. No obstante, algunas guitarras modernas de doce cuerdas pueden ser afinadas de este modo directamente utilizando cuerdas muy ligeras en tensión. Aun así, muchos guitarristas prefieren seguir utilizando el método tradicional de la cejilla cuando han de interpretar junto a guitarras o bajos de seis cuerdas.
Utilizar la cejilla evita el tener que aprender una pieza en diferentes claves cuando se acompaña a cantantes con diferentes tonos de voz. Debido a las distintas técnicas y voces de coro disponibles en diferentes claves, la misma pieza puede sonar muy diferente si es tocada en Re o en Do con la cejilla en el segundo traste. Adicionalmente el timbre de las cuerdas de una guitarra cambia cuando se reduce la longitud de la escala, recordando de otros instrumentos como la mandolina. Así pues, el uso de la cejilla es un asunto tanto de expresión artística como de experiencia técnica.

## Estilos musicales
Respecto a la guitarra, algunos estilos como el flamenco y la música folk americana y británica hacen uso muy frecuente de la cejilla, mientras que en otros estilos tales como la guitarra clásica o el jazz apenas se emplea.

## Etimología y otros idiomas
Según el diccionario de la Real Academia, cejilla proviene de ceja, que en el mundo musical se refiere al listón entre el diapasón y la pala o clavijero de los instrumentos de cuerda, y que a su vez deriva del Latín cilĭa 'cejas'.
Aunque el nombre en español del dispositivo es cejilla en su forma más usada, lo habitual en otros idiomas de origen europeo, como por ejemplo el portugués, inglés, holandés, alemán o francés ha sido tomar como base el nombre italiano original capo tasto (de capo, cabeza y tasto, traste), y adaptarlo al idioma, dando lugar a nombres tales como:
- Español: cejilla, cejillo, capodastro o capotraste
- Portugués: capo,capotraste, o braçadeira
- Inglés: capo o capo tasto
- Holandés: capo, capodaster o capotasto
- Alemán: Kapodaster
- Francés: capodastre